# Emile Kirscht
Emil (Emile) Kirscht (Rumelange, 11 juni 1913 – Esch-sur-Alzette, 26 oktober 1994) was een Luxemburgs kunstschilder.

## Leven en werk
Emile Kirscht werd geboren in een arbeidersgezin als zesde van zeven kinderen. Hij was een zoon van Peter Kirscht en Margaretha Urhausen. Hij was aanvankelijk timmermansleerling en kreeg later werk in de gieterij van een staalfabriek. Tijdens de Tweede Wereldoorlog weigerde hij zich aan te sluiten bij de Volksduitse Beweging en werd daarom naar de Eifel gedeporteerd. De Duitsers brachten hem later terug naar Luxemburg en zetten hem aan het werk als staalarbeider in Belval. Hij bleef er tot zijn pensioen werken.
Als autodidact schilder werkte Kirscht aanvankelijk figuratief. In de jaren 40 werd zijn stijl vrijer en spontaner. Hij ontwikkelde zich tot abstract schilder onder invloed van de lyrisch-abstracte beeldtaal van de Parijse school. Eind jaren 60, begin jaren 70 stapte hij van de olieverf over op acryl. In de jaren 80 werd zijn werk haast surrealistisch, maar ook weer figuratief. Kirscht debuteerde in 1947 als exposant op de salon van de Cercle Artistique de Luxembourg (CAL), in 1950 nam hij deel aan de salon van de Nouvelle Equippe. In 1954 richtte hij samen met onder anderen François Gillen, Frantz Kinnen, Joseph en Colette Probst, Wenzel Profant, Michel Stoffel en Lucien Wercollier de groep Les Iconomaques op en nam deel aan de Salon des Iconomaques. In 1959 ontvingen Kirscht en Alphonse Nies bij de Salon du CAL de Prix Grand-Duc Adolphe. Vanaf de jaren 60 tot de jaren 90 had hij diverse solotentoonstellingen.
In 1993 werd ter gelegenheid van zijn tachtigste verjaardag in het Musée National d'Histoire et d'Art een retrospectieve gehouden. Het museum kocht zijn doek Eingeklemmtes Rot aan. Emile Kirscht overleed het jaar erop, op 81-jarige leeftijd. In 2003 was werk van Kirscht, naast dat van onder anderen Per Kirkeby, Robert Mapplethorpe, Sonja Roef, Michel Stoffel, Annette Weiwers-Probst en Lucien Wercollier, te zien in een tentoonstelling met kunst uit de privécollectie van groothertogin Charlotte van Luxemburg in het Musée National d'Histoire et d'Art. In 2007 werd ter gelegenheid van het eeuwfeest van de gemeente Rumelange een tentoonstelling gehouden met werk van oud-inwoners Kirscht, Félix Corrent, Albert Hames en Foni Tissen.
- Gemeinsame Normdatei: 119069407
- International Standard Name Identifier: 0000 0000 2011 0136
- Musée national d'archéologie, d'histoire et d'art: lkl000581
- Virtual International Authority File: 813895